# المسرح الشمالي (جرش)
المسرح الشمالي في جرش هو مسرح روماني يقع في المنطقة الأثريّة لمدينة جرش في شمال الأردن. تم تشييده في القرن الثاني الميلادي، وتحديدًا عام 165 م. يتسع لحوالي 3,000 متفرج، كما أنه تم تصميمه ليُلائم النظام الصوتي في جميع زواياه، والذي لايزال يخدم كما كان في فترة إنشائه. كما يتم اليوم استخدامه في المناسبات الثقافية والفنية، كمهرجان جرش.

## وصلات خارجية
- فلم «أنا جرش» - تاريخ وفن العمارة في المدينة القديمة بجرش
- المدرج الشمالي - افتتاح مهرجان جرش